# NHIndustries NH90
NHIndustries NH90 je srednje velik dvomotorni večnamenski vojaški helikopter. Razvilo in proizvaja ga mednarodno podjetje NHIndustries, ki so ga ustanovili Eurocopter (62,5% delež), AgustaWestland (32%) in Fokker Technologies (5,5%). 
Obstajajo dve glavni različici: mornarski (NATO Frigate Helicopter - NFH) in taktični transportni helikopter (Tactical Transport Helicopter - TTH).
NH90 so razvili na podlagi zahtev NATO za vojaški in mornarski helikopter. Prvič je poletel decembra 1995, vendar je v uporabo vstopil šelel leta 2007. Do leta 2013 je helikopter naročilo 13 držav.
Leta 1985 so Francija, Zahodna Nemčija, Italija, Nizozemska in Združeno kraljestvo skupno hoteli razviti nov bojni helikopter za transport in protipodmorniško/protiladijsko bojevanje. Leta 1987 je Združeno kraljestvo odstopilo.

## Tehnične specifikacije
- Posadka: 2
- Kapaciteta: 20 vojakov; ali 12 nosil; ali 2 NATO palete; ali 4 000 kg (8 818 lb) eksternega tovora (na kablu)
- Dolžina: 16,13 m (52 ft 11 in)
- Premer rotorja: 16,30 m (53 ft 6 in)
- Višina: 5,23 m (17 ft 2 in)
- Prazna teža: 6 400 kg (14 100 lb)
- Maks. vzletna teža: 10 600 kg (23 370 lb)
- Motorji: 2 × Rolls-Royce Turbomeca RTM322-01/9 turbogredni, 1 662 kW (2 230 KM) vsak, ali: 2 × General Electric T700-T6E turbogredni, 1 577 kW (2 115 KM) vsak

- Maks. hitrost: 300 km/h (162 vozlov, 186 mph)
- Dolet: 800 km, 497 mi (TTH); 1 000 km, 621 mi (NFH)
- Višina leta (servisna): 6 000 m (20 000 ft)
- Hitrost vzpenjanja: 8 m/s (1 574 ft/m)